# Note
|  | Wiktionary har en ordboksartikel om note. |

Note, tidigare även not, är en typ av formbundet diplomatiskt meddelande. Noten är ett förhållandevis högtidligt, skriftligt meddelande och utväxlas vanligen mellan ett lands utrikesministerium och en utländsk ambassad i landet ifråga.
Den vanligaste formen är verbalnote (eller tredjepersonsnote), vilken är stämplad och paraferad, men inte undertecknad.
En annan form är ministeriell note, som är en skrivelse från chefen för ett lands ambassad till värdlandets utrikesminister.
Ett diplomatiskt meddelande, som flera makters regeringar eller diplomatiska representanter gemensamt överlämnar till en regering för att ge större eftertryck åt sin mening kallas kollektivnote. Benämningen brukas även om så kallade identiska noter, det vill säga likalydande och vanligen samtidigt
överlämnade meddelanden av angivet slag.